# Memories (chanson de Maroon 5)
 (janvier 2020).
Si vous disposez d'ouvrages ou d'articles de référence ou si vous connaissez des sites web de qualité traitant du thème abordé ici, merci de compléter l'article en donnant les références utiles à sa vérifiabilité et en les liant à la section « Notes et références ».
Pour les articles homonymes, voir Memories.
Singles par Maroon 5
Three Little Birds
(2018) Nobody's Love
(2020)
Memories est une chanson du groupe de pop rock américain Maroon 5. Elle a été sorti par 222 Records et Interscope Records le 20 septembre 2019, en tant que single principal de leur septième album studio à venir. La chanson a été produite par le chanteur principal Adam Levine et l'équipe de production The Monsters and the Strangerz et écrit par Levine, Stefan Johnson, Jordan Johnson, Michael Pollack, Jacob Kasher Hindlin, Jon Bellion, et Vincent Ford. La chanson a atteint son point culminant au numéro deux sur le classement américain Billboard Hot 100.

## Contexte
Le chanteur principal du groupe, Adam Levine a expliqué : « Cette chanson est pour quiconque a déjà connu la perte. Autrement dit, cette chanson est pour nous tous »[réf. nécessaire]. Il s’agit de la perte du manager du groupe et de l'ami de Levine, Jordan Feldstein, qui est décédé le 22 décembre 2017.
Selon le guitariste, James Valentine : « C'est une chanson différente pour nous… C’est une chanson importante pour nous. Vous savez, nous avons subi des pertes au cours des dernières années. Nous avons perdu notre gestionnaire de longue date, Jordan Feldstein. Nous avons entendu le squelette de cette chanson et avons pensé qu’elle correspondait à notre situation ».[réf. nécessaire]

## Remixes
Le groupe a sorti 3 versions remix de la chanson, featuring Dillon Francis le 13 décembre 2019, suivi par Devault le 16 décembre et Cut Copy, le 18 décembre, respectivement.

## Composition
Memories est basé sur la séquence harmonique et la mélodie du Canon de Pachelbel de Johann Pachelbel.

## Performance commerciale
Memories a débuté au numéro 22 sur le Billboard Hot 100 le 5 octobre 2019, culminant plus tard au numéro deux derrière Circles de Post Malone et devenant le 10e top-five du groupe.

## clips vidéo
Le clip officiel est sorti le 8 octobre 2019 sur Youtube. Il est réalisé par David Dobkin et tourné par le cinéaste Jeff Cronenweth. Cette vidéo rappelle le clip de Sinead O’Connor pour Nothing Compares 2 U (1990). Le clip montre Adam Levine près de la caméra chantant dans un fond sombre. Il se termine par les mots « Pour Jordi », dédié à Feldstein.
Le 25 septembre 2019, un autre vidéoclip pour la chanson intitulé Made with Memories est sorti exclusivement sur Apple Music. Il montre un montage de photos avec le jeune Levine et sa famille, ainsi que lui avec ses amis sont membres du groupe et le groupe sont joués sur tournée dans le monde avec divers concerts.
Le groupe a publié une vidéo-reprise hommage le 29 décembre 2019. Cette vidéo contient plus de 57 vidéos sur Youtube, certaines sont les versions de reprise de la chanson et a été interprétée par des fans du monde entier, y compris les artistes Connor Ball of The Vamps, Davina Michelle, Boyce Avenue et Kurt Hugo Schneider.